# Kukishin-ryu
Kukishin-ryū (九鬼神流), originalmente "Escola dos Nove Deuses Divinos (do paraíso)" é uma  arte marcial japonesa supostamente fundada no século XIV d.C., por Kuki Yakushimaru Ryūshin (Yakushimaru Kurando). É um sōgō bujutsu, o que significa que ensina várias armas/artes diferentes, como taijutsu, bōjutsu, naginatajutsu, kenpō, hanbōjutsu, sōjutsu e heiho. Kukishin-ryū e o seu fundador estão listados no Bugei Ryūha Daijiten ou "A Enciclopédia das Escolas de Artes Marciais", um registo das escolas marciais japonesas modernas (gendai) e de linhagem antiga (koryū).